# Synhoria macrognatha
Synhoria macrognatha es una especie de coleóptero de la familia Meloidae.

## Distribución geográfica
Habita en Liberia.